# République centrafricaine aux Jeux paralympiques d'été de 2024
La République centrafricaine a participé pour la sixième fois aux Jeux paralympiques lors des Jeux paralympiques d'été de 2024 à Paris. La délégation centrafricaine n'a remporté aucune médaille depuis son entrée en lice dans la compétition. En 2024, elle était composée de deux athlètes féminines: Veronica Ndakara la porte-drapeau qui en était à ses deuxièmes jeux, et Louisette Flora Rene Kimoto Martha.

## Résultats

### Athlétisme

#### Lancer du poids
| Athlète          | Événement                  | Performance | Rang |
| ---------------- | -------------------------- | ----------- | ---- |
| Veronica Ndakara | Lancer du poids F41 femmes | 6,70 m      | 11e  |

### Taekwondo
| Athlète                            | Événement         | Phases éliminatoires    | Phases éliminatoires |
| Athlète                            | Événement         | Temps                   | Rang                 |
| ---------------------------------- | ----------------- | ----------------------- | -------------------- |
| Louisette Flora Rene Kimoto Martha | +65 kg femmes K44 | M. Tapari (PAP) D 10-16 | 13e                  |